# Crystal Allen
Pour les articles homonymes, voir Allen.
Crystal Allen, née le 13 août 1972 à San Francisco, est une actrice américaine.

## Filmographie

### Cinéma
- 1998 : Legionnaire de Peter MacDonald
- 1999 : The Underground Comedy Movie de Vince Offer : Crystaline
- 2002 : Coup de foudre à Manhattan (Maid in Manhattan) de Wayne Wang : la fiancée de Mr Lefferts
- 2002 : Les Loups de Wall Street (Wolves of Wall Street) de David DeCoteau : une fille
- 2002 : And She Was de Frank Rainone : la stripteaseuse
- 2004 : Subway Cafe de Josh Monkarsh : Samantha May
- 2007 : Star Trek: Of Gods and Men de Tim Russ : la navigatrice conquérante Yara
- 2010 : Le Trésor de Hanna (Hanna's Gold) de Joel Souza : Claire Davis
- 2012 : Crooked Arrows de Steve Rash : Dr Julie Gifford
- 2016 : Exit Thread de Paul Andrew Kimball : Laura Carlisle
- 2020 : Unbelievable!!!!! de Steven L. Fawcette : Jasmine
- 2020 : Beware of Mom de Jeff Hare : Anna

### Courts-métrages
- 2004 : Study Hall de Michael Caradonna : Karen Richards
- 2004 : Mirror, Mirror. de Aaron Moorhead : la jeune femme
- 2006 : Revenge de David Livingston
- 2007 : Story by Amy Niles de Tim Russ : Amy Niles
- 2008 : Interviews de Gary Graham
- 2015 : The End de Vache Garabedian et Vahe Garabedian : Annie Roberts

### Télévision

#### Séries télévisées
- 1999 : Sex and the City (saison 2, épisode 9) : la jolie fille (non créditée)
- 2000 : Great Performances (saison 28, épisode 14)
- 2001 : Ed (saison 1, épisode 18) : Selma Northvale
- 2002 : The Sopranos (saison 4, épisode 11) : Lisa
- 2003 : NCIS : Enquêtes spéciales (saison 1, épisode 9) : Laura
- 2004 : Summerland (saison 1, épisode 11) : Pattie
- 2004 : Creating America's Next Hit Television Show
- 2005 : Boston Justice (saison 1, épisode 11) : Maddie Tyler
- 2005 : JAG (saison 10, épisode 13) : Priscilla Ford
- 2005 : Star Trek: Enterprise (saison 4, épisode 17) : D'Nesh
- 2005 : Wanted (saison 1, épisode 1) : Linda
- 2006 : Modern Men (saison 1, épisode 3) : Shelly
- 2007 : Desperate Housewives (saison 3, épisode 16) : Kelly
- 2007 : Sabbatical : Wendy
- 2008 : Prison Break (saison 4, épisode 16): Tia
- 2011 : Femme Fatales (saison 1, épisode 10) : Rhonda Temple
- 2011 : Haven (saison 2, épisode 11) : Colleen Pierce
- 2012 : Body of Proof (saison 2, épisode 15) : Vanessa Winters
- 2013 : Castle (saison 5, épisode 16) : Pauline Degarmo
- 2015 : Grey's Anatomy (saison 11, épisode 16) : Heather
- 2008-2015 : Those Damn Canadians (6 épisodes) : Ooma Sturnam
- 2016 : Criminal Minds: Beyond Borders (saison 1, épisode 8) : Jessica Wolf
- 2016 : Supernatural (saison 12, épisode 7) : Roseleen
- 2017 : Monster School Animation (saison 1, épisode 1) : P.E. Coach Allen (voix)
- 2017 : Des jours et des vies (épisode 12998) : la mère
- 2017 : Imposters (saison 2, épisode 2) : Bridget

#### Téléfilms
- 2006 : Mariage contrarié (Falling in Love with the Girl Next Door) de Armand Mastroianni : Theresa Connolly
- 2008 : Anaconda 3 : l'héritier (Anaconda: The Offspring) de Don E. FauntLeRoy : Amanda Hayes
- 2008 : Divas of Novella de Tim Russ : Cassidy
- 2009 : Anaconda 4 : Sur la piste du sang (Anacondas: Trail of Blood) de Don E. FauntLeRoy : Amanda Hayes
- 2012 : Ghost Storm de Paul Ziller : Ashley Barrett
- 2015 : Harcelée par mon médecin (Stalked by My Doctor) de Doug Campbell : Barbara
- 2017 : Le club du masque blanc (The Stalker Club) de Doug Campbell : Mme Glynner
- 2019 : Qui est la tueuse ? Ma mère ou moi ? (Am I a Serial Killer?) de Penelope Buitenhuis : Annie
- 2021 : La vérité sur ma naissance (Picture Perfect Lies) de John Murlowski : Jenny Burkett